# Ectinohoplia indica
Ectinohoplia indica är en skalbaggsart som beskrevs av Moser 1912. Ectinohoplia indica ingår i släktet Ectinohoplia och familjen Melolonthidae. Inga underarter finns listade i Catalogue of Life.